# Hiszpania na Mistrzostwach Świata w Lekkoatletyce 2015
Hiszpania na Mistrzostwach Świata w Lekkoatletyce 2015 – reprezentacja Hiszpanii podczas Mistrzostw Świata w Pekinie liczyła 40 zawodników, z których jeden zdobył złoty medal.

## Występy reprezentantów Hiszpanii

### Mężczyźni

#### Konkurencje biegowe
| Konkurencja                   | Zawodnik           | Runda 1  | Runda 1 | Półfinał | Półfinał | Finał        | Finał   |
| Konkurencja                   | Zawodnik           | Rezultat | Pozycja | Rezultat | Pozycja  | Rezultat     | Pozycja |
| ----------------------------- | ------------------ | -------- | ------- | -------- | -------- | ------------ | ------- |
| Bieg na 800 m                 | Kevin López        | 1:46,06  | 3. Q    | 1:45,84  | 10.      | NQ           | NQ      |
| Bieg na 1500 m                | David Bustos       | 3:38,75  | 10. q   | 3:42,48  | 12.      | NQ           | NQ      |
| Bieg na 1500 m                | Víctor Corrales    | 3:44,76  | 33.     | NQ       | NQ       | NQ           | NQ      |
| Bieg na 1500 m                | Adel Mechaal       | 3:46,05  | 37.     | NQ       | NQ       | NQ           | NQ      |
| Bieg na 5000 m                | Alemayehu Bezabeh  | 13:54,13 | 27.     | —        | —        | NQ           | NQ      |
| Bieg na 5000 m                | Jesús España       | 13:51,47 | 26.     | —        | —        | NQ           | NQ      |
| Bieg na 5000 m                | Illias Fifa        | 13:28,29 | 13.     | —        | —        | NQ           | NQ      |
| Maraton                       | Carles Castillejo  | —        | —       | —        | —        | DNF          | DNF     |
| Maraton                       | Javier Guerra      | —        | —       | —        | —        | 2:17:00      | 13.     |
| Bieg na 110 m przez płotki    | Yidiel Contreras   | 13,48    | 19. Q   | 13,57    | 21.      | NQ           | NQ      |
| Bieg na 3000 m z przeszkodami | Roberto Aláiz      | DNF      | DNF     | —        | —        | NQ           | NQ      |
| Bieg na 3000 m z przeszkodami | Fernando Carro     | 8:38,05  | 14.     | —        | —        | NQ           | NQ      |
| Bieg na 3000 m z przeszkodami | Sebastián Martos   | 8:50,20  | 26.     | —        | —        | NQ           | NQ      |
| Chód na 20 km                 | Diego García       | —        | —       | —        | —        | 1:24:52      | 29.     |
| Chód na 20 km                 | Miguel Ángel López | —        | —       | —        | —        | 1:19:14 (PB) | złoto   |
| Chód na 20 km                 | Álvaro Martín      | —        | —       | —        | —        | 1:22:04      | 16.     |
| Chód na 50 km                 | Francisco Arcilla  | —        | —       | —        | —        | 4:07:23 (SB) | 35.     |
| Chód na 50 km                 | Jesús Ángel García | —        | —       | —        | —        | 3:46:43 (SB) | 9.      |
| Chód na 50 km                 | Benjamin Sánchez   | —        | —       | —        | —        | DNF          | DNF     |

#### Konkurencje techniczne
| Konkurencja    | Zawodnik             | Eliminacje | Eliminacje | Finał    | Finał   |
| Konkurencja    | Zawodnik             | Rezultat   | Pozycja    | Rezultat | Pozycja |
| -------------- | -------------------- | ---------- | ---------- | -------- | ------- |
| Skok o tyczce  | Adrián Vallés        | 5,40       | 31.        | NQ       | NQ      |
| Trójskok       | Pablo Torrijos       | 16,32      | 20.        | NQ       | NQ      |
| Pchnięcie kulą | Borja Vivas          | 19,28      | 24.        | NQ       | NQ      |
| Rzut dyskiem   | Lois Maikel Martínez | 58,01      | 28.        | NQ       | NQ      |
| Rzut młotem    | Javier Cienfuegos    | 70,96      | 29.        | NQ       | NQ      |

| Dziesięciobój | Dziesięciobój       | Dziesięciobój | Dziesięciobój | Dziesięciobój |
| Zawodnik      | Konkurencja         | Wynik         | Punkty        | Pozycja       |
| ------------- | ------------------- | ------------- | ------------- | ------------- |
| Pau Tonnesen  | Bieg na 100 m       | 11,26 (PB)    | 804           | 25.           |
| Pau Tonnesen  | Skok w dal          | 7,21          | 864           | 21.           |
| Pau Tonnesen  | Pchnięcie kulą      | 13,74         | 712           | 21.           |
| Pau Tonnesen  | Skok wzwyż          | 2,04          | 840           | 8.            |
| Pau Tonnesen  | Bieg na 400 m       | 50,24 (PB)    | 804           | 22.           |
| Pau Tonnesen  | Bieg na 110 m p.pł. | 15,12         | 835           | 21.           |
| Pau Tonnesen  | Rzut dyskiem        | 45,28         | 773           | 5.            |
| Pau Tonnesen  | Skok o tyczce       | 4,80          | 849           | 13.           |
| Pau Tonnesen  | Rzut oszczepem      | 60,42 (PB)    | 744           | 12.           |
| Pau Tonnesen  | Bieg na 1500 m      | 5:33,73       | 381           | 22.           |
| Razem         | Razem               | Razem         | 7606          | 18.           |

| Dziesięciobój | Dziesięciobój       | Dziesięciobój | Dziesięciobój | Dziesięciobój |
| Zawodnik      | Konkurencja         | Wynik         | Punkty        | Pozycja       |
| ------------- | ------------------- | ------------- | ------------- | ------------- |
| Jorge Ureña   | Bieg na 100 m       | 10,99         | 863           | 16.           |
| Jorge Ureña   | Skok w dal          | 7,30          | 886           | 14.           |
| Jorge Ureña   | Pchnięcie kulą      | 12,74         | 651           | 27.           |
| Jorge Ureña   | Skok wzwyż          | 2,01          | 813           | 15.           |
| Jorge Ureña   | Bieg na 400 m       | 49,17 (PB)    | 853           | 17.           |
| Jorge Ureña   | Bieg na 110 m p.pł. | 14,41         | 922           | 11.           |
| Jorge Ureña   | Rzut dyskiem        | 35,20         | 568           | 23.           |
| Jorge Ureña   | Skok o tyczce       | NM            | 0             | –             |
| Jorge Ureña   | Rzut oszczepem      | 53,17         | 636           | 20.           |
| Jorge Ureña   | Bieg na 1500 m      | 4:42,21       | 666           | 17.           |
| Razem         | Razem               | Razem         | 6858          | 21.           |

### Kobiety

#### Konkurencje biegowe
| Konkurencja                | Zawodniczka         | Runda 1  | Runda 1 | Półfinał | Półfinał | Finał        | Finał   |
| Konkurencja                | Zawodniczka         | Rezultat | Pozycja | Rezultat | Pozycja  | Rezultat     | Pozycja |
| -------------------------- | ------------------- | -------- | ------- | -------- | -------- | ------------ | ------- |
| Bieg na 400 m              | Aauri Lorena Bokesa | 52,98    | 38.     | NQ       | NQ       | NQ           | NQ      |
| Bieg na 800 m              | Esther Guerrero     | 2:02,44  | 36.     | NQ       | NQ       | NQ           | NQ      |
| Bieg na 10 000 m           | Trihas Gebre        | —        | —       | —        | —        | 32:20,87     | 16.     |
| Maraton                    | Alessandra Aguilar  | —        | —       | —        | —        | 2:33:42      | 17.     |
| Bieg na 100 m przez płotki | Caridad Jerez       | 13,27    | 29.     | NQ       | NQ       | NQ           | NQ      |
| Chód na 20 km              | Laura García-Caro   | —        | —       | —        | —        | 1:36:22      | 32.     |
| Chód na 20 km              | Raquel González     | —        | —       | —        | —        | 1:32:00      | 14.     |
| Chód na 20 km              | María José Poves    | —        | —       | —        | —        | 1:31:06 (SB) | 10.     |

#### Konkurencje techniczne
| Konkurencja    | Zawodniczka         | Eliminacje | Eliminacje | Finał    | Finał   |
| Konkurencja    | Zawodniczka         | Rezultat   | Pozycja    | Rezultat | Pozycja |
| -------------- | ------------------- | ---------- | ---------- | -------- | ------- |
| Skok wzwyż     | Ruth Beitia         | 1,92       | 1. q       | 1,99     | 5.      |
| Skok o tyczce  | Naroa Agirre        | 4,45       | 16.        | NQ       | NQ      |
| Skok w dal     | María del Mar Jover | NM         | NM         | NQ       | NQ      |
| Pchnięcie kulą | Úrsula Ruiz         | 16,36      | 23.        | NQ       | NQ      |
| Rzut dyskiem   | Sabina Asenjo       | 58,04      | 24.        | NQ       | NQ      |
| Rzut młotem    | Laura Redondo       | 63,86      | 29.        | NQ       | NQ      |